# Emme (rivière)
Pour les articles homonymes, voir Emme.
Ne doit pas être confondu avec Lemme#Hydronymes.
L'Emme est une rivière suisse, affluent de l'Aar.

## Histoire
Son nom provient du celtique ambis (en latin amnis), qui veut dire rivière.

## Géographie
Sa source se trouve au sud-est du canton de Berne, au-dessus du lac de Brienz entre les sommets du Hohgant et de l'Augstmatthorn. L'Emme coule vers le nord-ouest, longe le canton de Lucerne sur quelques kilomètres puis traverse ensuite le canton de Berne en passant dans la vallée de l'Emme (Emmental). Elle passe ensuite dans le canton de Soleure et se jette en rive droite dans l'Aar, juste après le passage de cette rivière dans la ville de Soleure. À cet endroit, son débit moyen est de 20 m3/s. Le 21 août 2005, ce débit a atteint 561 m3/s.

## Affluents
- L'Ilfis
- L'Urtenen
- La Limpach.

## Sources
- (de) « EmmeWeb »(Archive.org • Wikiwix • Archive.is • Google • Que faire ?)